# .at
.at je vrhovna internetska domena (country code top-level domain - ccTLD) za Austriju. Domenom upravlja NIC.AT.

## Vanjske poveznice
- IANA .at whois informacija  Arhivirana inačica izvorne stranice od 16. svibnja 2008. (Wayback Machine)